# Украинцы в Японии
Украинцы в Японии (укр. Українці в Японії) — одна из этнических общин на территории Японии, которая сформировалась преимущественно в новейшее время. Украинская диаспора в Японии немногочисленна, однако в настоящее время наблюдается тенденция к росту количества граждан Украины, которые временно находятся в этой стране по причине учёбы, либо работы.

## Организации и мероприятия украинской диаспоры
Основной организацией украинцев Японии, которая проводит общественные мероприятия в этой стране- является  неформальное общество украинцев за рубежом — «Краяни». Целью объединения является популяризация Украины в Японии и помощь в решении культурных проблем тех украинцев, которые хотели бы дать своим детям элементы украинского образования.
9 марта 2014 года в Токийском парке Мэйдзи состоялся флешмоб, посвящённый 200-летию со дня рождения Тараса Шевченко, который был организован активистами «Краян» при содействии Посольства Украины в Японии.
В рамках флеш-моба, участие в котором также приняли и представители местной общественности, увлекающиеся произведениями украинской литературы, состоялось публичное чтение наиболее известных произведений Т. Г. Шевченко.
28 июня 2014 года при поддержке Посольства Украины в Японии и Украинской Православной церкви Киевского патриархата состоялся флэш-моб «Мегамарш в вышиванках» с участием представители неформального объединения иностранных украинцев «Краяни», сотрудников Посольства Украины в Японии, а также представителей местной общественности.
23 ноября 2014 года в Англиканской церкви Св. Албана г. Токио состоялась поминальная служба в память жертв Голода на Украине 1932-1933 гг.
В рамках упомянутого мероприятия молитву в память жертв Голода на Украине 1932-1933 гг. прочитали настоятель Украинской православной церкви Киевского патриархата в г. Токио отец П. Королюк, настоятель римско-католической церкви в Японии и Филиппинах отец В. Деллабан, настоятель Англиканской церкви Св. Албана В. Балсон.

## Неформальное общество украинцев «Краяни»
«Краяни» — неправительственная и неофициальная организация зарубежных украинцев, временно или постоянно проживающих в Японии, была основана 3 марта 2000 года как электронная почтовая рассылка с целью сплочения украинцев, проживающих за пределами Украины. Организация является преимущественно виртуальным сообществом, не имеет официальной структуры, формального членства или руководящих органов. Среди главных направлений деятельности «Краяны» можно выделить следующие:
- Популяризация украинской культуры среди японцев;
- Популяризация японской культуры среди украинцев;
- Помощь украинцам по адаптации к условиям жизни в Японии;
- Решение насущных вопросов украинцев, временно проживающих в стране;
- Проведение флэш-мобов, демонстраций, а также других мероприятий по празднованию памятных дат, годовщин и тому подобное.

Официальной регистрации участников группой не ведётся. Количество участников можно примерно оценить по количеству участников почтовой рассылки и группы в Фейсбуке (по состоянию на ноябрь 2014 — 108 человек).
Среди наиболее заметных мероприятий / акций, организованных «Краяни»:

Памятник Тайхо Коки в Японии

- Празднование десятой годовщины Независимости Украины — восхождение на гору Фудзияма (2001 г.);
- Сбор подписей и отправка письма к премьер-министру Японии с просьбой не признавать результаты первого тура президентских выборов в 2004 г.;
- Основание Миссии украинской православной церкви Киевского патриархата в Японии (2008 год);
- Основание и поддержка украинской школы «Источник», целью которой является сохранение национальной идентичности украинских детей за границей (2009 г.);
- Марши в вышиванках в г. Токио, Япония (28.06.2013 г., 28.06.2014 г.);
- Фестиваль «Молимся за мир в Украине» в г. Киото (12-13.04.2014 г.);
- Мероприятие по популяризации украинской культуры «Украинский день» в г. Йокогама (19.10.2014 г.).

## Известные личности
Одним из японцев украинского происхождения с мировым именем является Тайхо Коки — борец профессионального сумо, 48-й ёкодзуна, один из величайших в истории, выигравший Императорский кубок 32 раза. Настоящее имя Тайхо — Иван Маркиянович Борышко, он является потомком этнического украинца Маркияна Борышко, бывшего белогвардейца, который репатриировался вместе с семьей в Японию.